# بلدية بيفيرينا
بلدية بيفيرينا هي بلدية في لاتفيا، بلغ عدد سكانها 3,051  نسمة وذلك حسب إحصائيات سنة 2017.

## التقسيمات الإدارية
- Brenguļi Parish [الإنجليزية]‏.